# Abies procera
Abies procera (ялиця благородна, англ. noble fir) — вид ялиць родини соснових. Етимологія: лат. procerus — «довгий; високий».

## Поширення, екологія
Країни поширення: США (Каліфорнія, Орегон, Вашингтон). Цей вид росте від передгір'їв гір у західному Вашингтоні до високих гірських схилів у штаті Орегон, між 60 м і 2700 м над рівнем моря. Вид найпоширеніший у Каскадних горах, на різних достатньо вологих гірських ґрунтах. Уникає дуже сухих і заболочених ґрунтів. Значення рН не повинно бути високим, в ідеалі — 5,5. Клімат прохолодно-помірний, з коротким літом і сніжною зимою, річна кількість опадів від 1750 мм до 2600 мм, більшість з яких, це сніг. Може бути пов'язаний з кількома іншими хвойними, наприклад, Tsuga heterophylla, Picea sitchensis і Thuja plicata недалеко від узбережжя, Pseudotsuga menziesii, Abies grandis, Pinus в більшій частині ареалу, та Abies lasiocarpa, Abies amabilis, Tsuga mertensiana, Picea engelmannii, Larix occidentalis на височинах. Основні чагарники: Rhododendron, Vaccinium, Ribes. A. procera може бути панівним видом, але рідко зустрічається в чистих популяціях.

## Опис
Дерево до 80 м у висоту і 220 см діаметра на рівні грудей. Крона шпилеподібна. Кора сірувато-бура, з віком стає товстою і глибоко борозенчастою (борозни і гребені приблизно однакової ширини) і червонувато-коричневою (особливо червонуватою, якщо пластини відшаровувалися). Гілки розходяться від стовбура під прямим кутом, жорсткі. Бруньки приховані листям, бурі, яйцюваті, невеликі, не смолисті, вершини округлі. Листки розміром 1–3(3,5) см × 1,5–2 мм, гнучкі, запах гострий, верхня поверхня блакитно-зелена, вершина від округлої до зубчастої. 
Пилкові шишки при запиленні фіолетові, червоні або червонувато-коричневі. Насіннєві шишки довгасто-циліндричні, розміром 10–15 × 5–6.5 см, зелені, червоні, чи фіолетові, вкриті зеленими приквітками, після дозрівання коричневі (приквітки світлі і луски темні), сидячі, вершина округла. Насіння розміром 12 × 6 мм, тіло червонувато-коричневе; крила трохи довші тіла, від світло-коричневого до солом'яного кольору. 2n = 24. Вага зерна становить близько 30 грамів, а проростання становить від 30 до 70%.

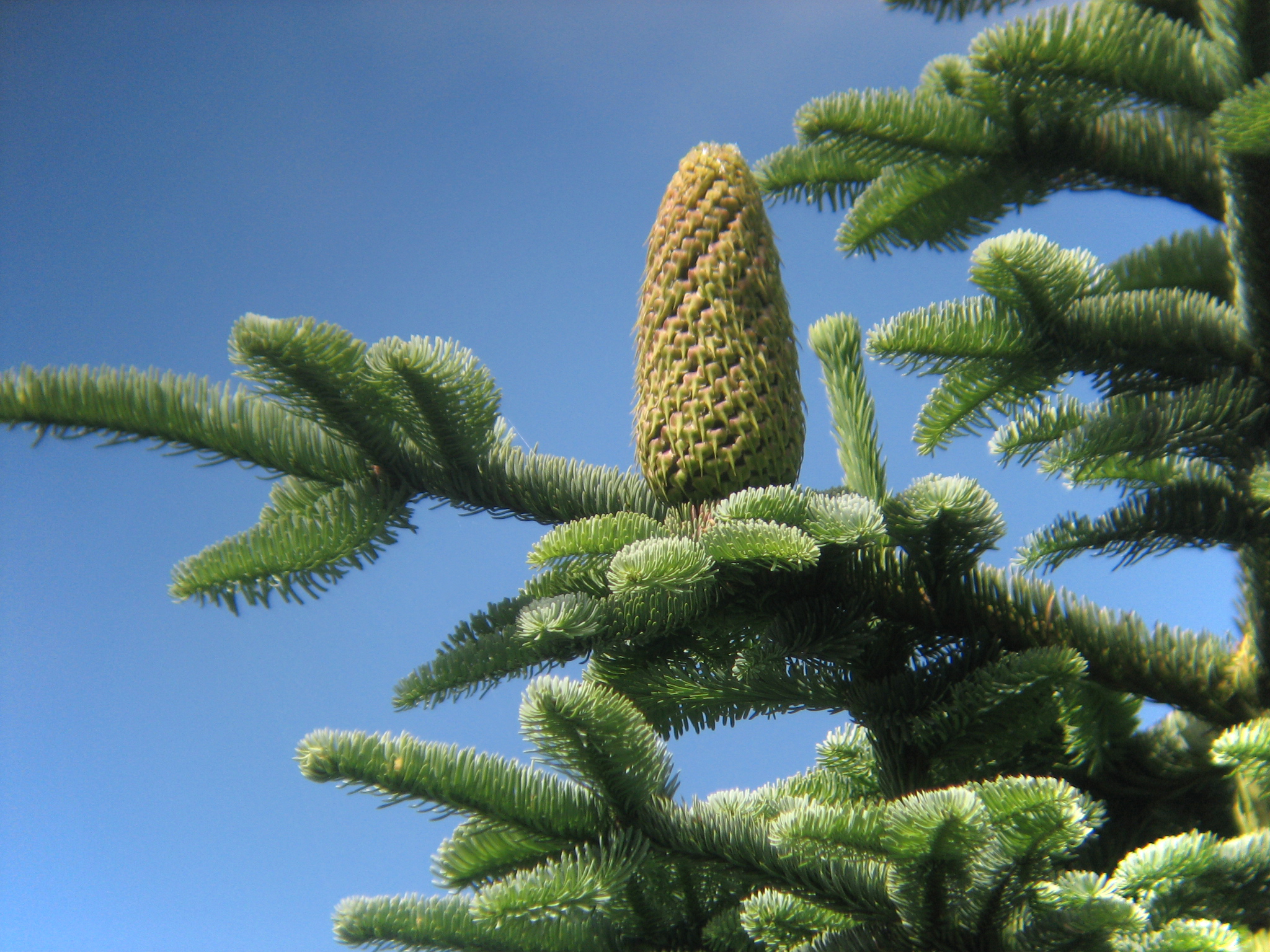
Шишка
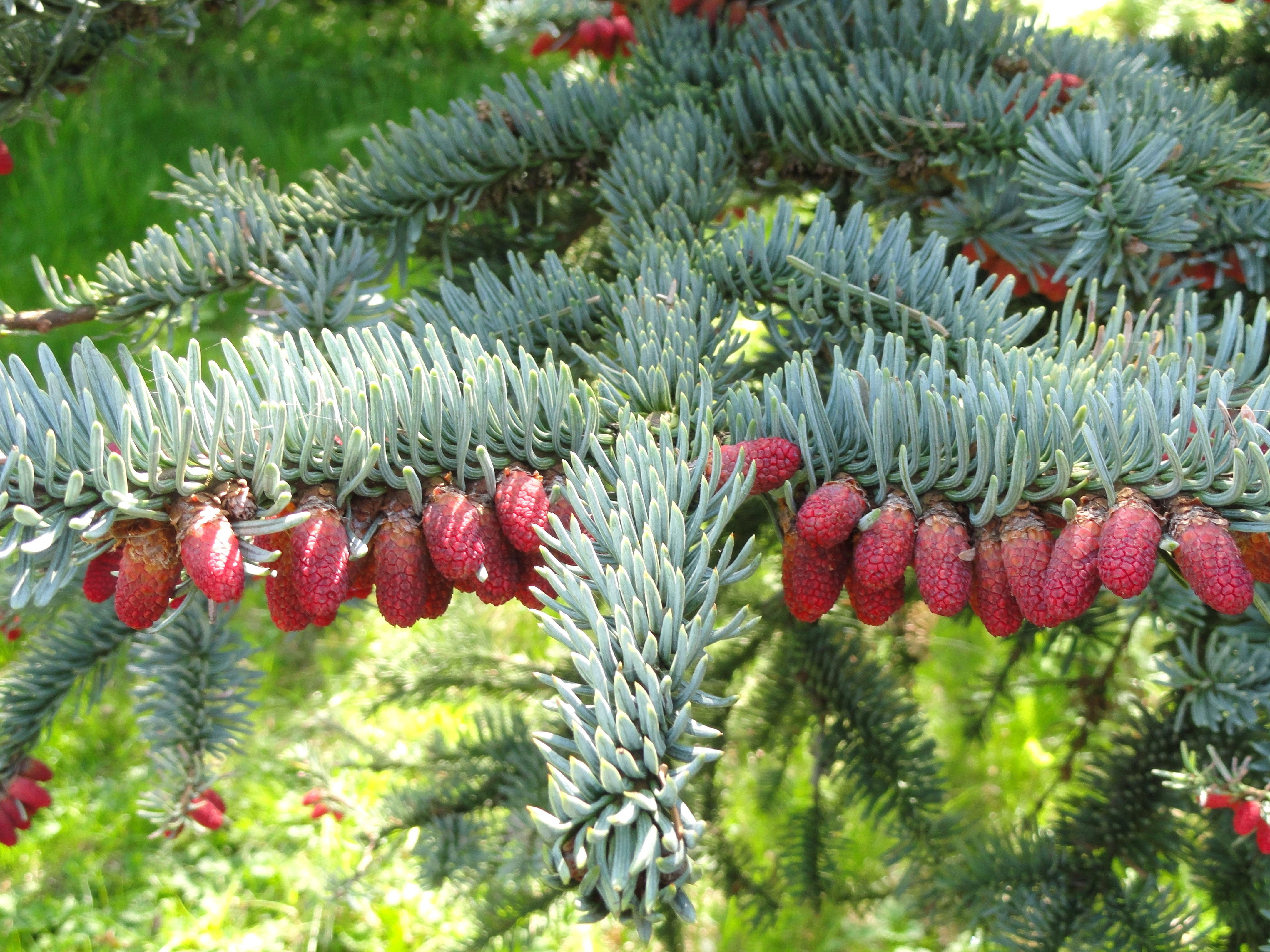
Пилкові шишки
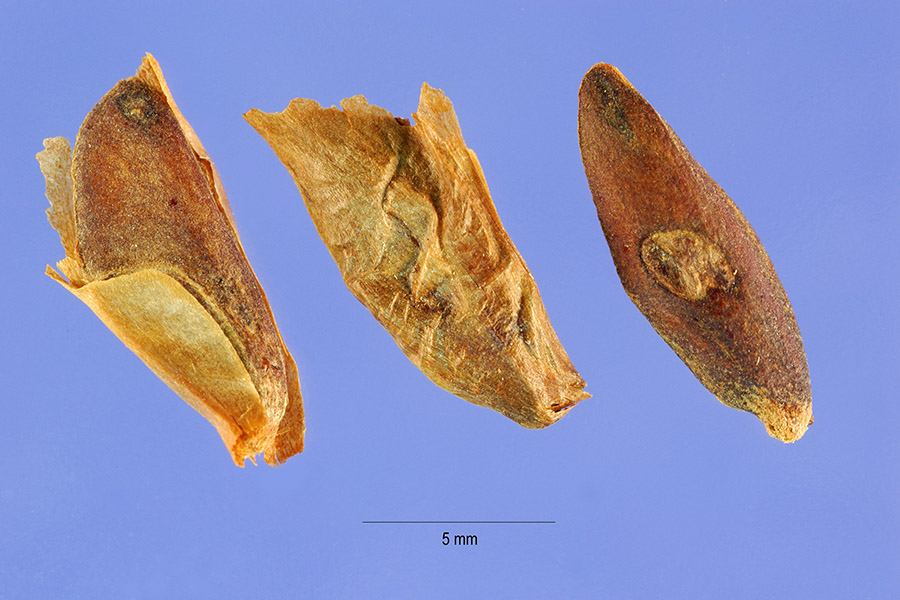
Насіння
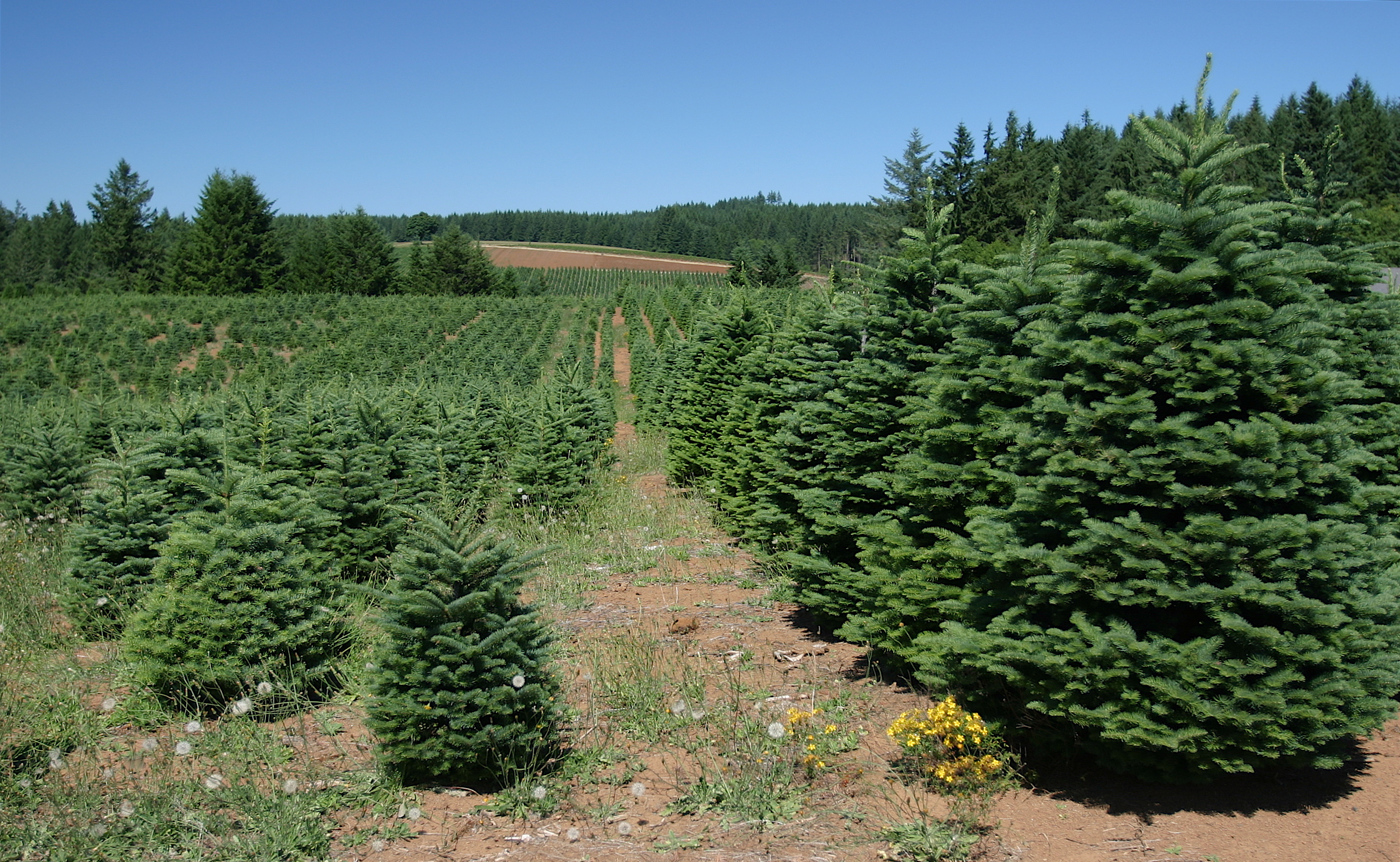
Плантація

## Використання
Досягає великих розмірів і має надзвичайно прямий стовбур при сприятливих умовах. Майже чисті природні деревостани можуть дати великі обсяги деревини на гектар. Деревина має вищу якість, ніж в інших ялин у Північній Америці в зв'язку з більшою міцністю і завдяки розмірам. Без запаху, біла деревина чудово підходить для виготовлення коробок. Молоді дерева є привабливими з їх густими, загнутими вгору листками. В озелененні та садівництві цей вид є одним з найпопулярніших і широко використовуваних, відомі кілька сортів.

## Загрози та охорона
Історично вирубка цієї цінної ялиці, безсумнівно, зробила негативний вплив на область поширення, де деревостани були згодом замінені іншими деревами або іншими формами землекористування. Кількісно оцінити цю втрату протягом більше 150 років або трьох поколінь дуже складно. Спад чисельності зараз практично припинився. Цей вид зустрічається у ряді охоронних територій у всьому ареалі, в тому числі у кількох національних парках, де будь-які рубки заборонені.